# Monacon beaveri
Monacon beaveri är en stekelart som beskrevs av Boucek 1980. Monacon beaveri ingår i släktet Monacon och familjen gropglanssteklar. Inga underarter finns listade i Catalogue of Life.